# Lola (Iggy Azalea e Alice Chater)
Lola è un singolo della rapper australiana Iggy Azalea e della cantante britannica Alice Chater, pubblicato l'8 novembre 2019 come primo estratto dal quinto EP di Azalea Wicked Lips.

## Descrizione
Il ritornello riprende la melodia della canzone Mambo italiano.

## Video musicale
Il video musicale, diretto da Thom Kerr, è stato reso disponibile l'8 novembre 2019 tramite il canale YouTube della rapper in concomitanza con l'uscita del singolo.

## Tracce
Testi e musiche di A. Kelly, A. Chater, D. Gavin, K. Ingrosso, D. Lennevald e A. Cygnaues.
1. Lola – 3:53

## Formazione
Musicisti
- Iggy Azalea – voce
- Alice Chater – voce
- J White Did It – batteria aggiuntiva

Produzione
- Carl Falk – produzione
- Eric Weaver – ingegneria del suono
- AJ Putman – ingegneria del suono
- Evan Larray – missaggio
- Irv Johnson – mastering

## Classifiche
| Classifica (2019) | Posizione massima |
| ----------------- | ----------------- |
| Belgio (Vallonia) | 81                |